# エドゥイン・ケロ
エドゥイン・エスティウェル・ケロ・アルバラシン  (Eduin Estiwer Quero Albarracín  ,  1997年4月22日 - )は、ベネズエラ・タチラ州サン・クリストバル出身のプロサッカー選手。ポジションはDF。

## 来歴
2015年7月に、国内カップ戦のトゥカネス・デ・アマソナスFC戦でプロデビュー。2015年シーズンはプリメーラ・ディビシオンで16試合に出場。翌2016年シーズンは11試合に出場した。
2018年1月、スリアFCに移籍した。

## 代表経歴
2017年2月に、2017 FIFA U-20ワールドカップ出場権を賭けた南米ユース選手権のU-20ベネズエラ代表に招集され、本大会出場に貢献。本大会ては3試合に出場。FIFAの全てのカテゴリーに置けるベネズエラ代表の最高順位 (準決勝)のメンバーとなった。